# Fredrik Parelius

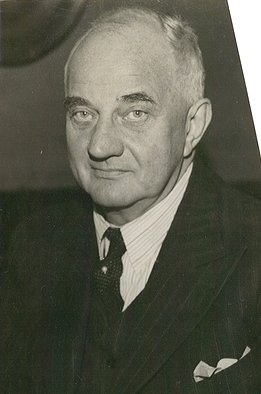
Fredrik Parelius, circa 1935

Fredrik Arnoldus Parelius (* 25. März 1879 in Kristiania; † 25. Juli 1970 in Oslo) war ein norwegischer Jurist, der ein bewegtes Leben als Schriftsteller, Afrikareisender und Partylöwe führte. Seine eigenen Erlebnisse waren der Ausgangspunkt für „exotische Geschichten aus dem Kongo mit viel Verständnis und Sympathie für die einheimische Bevölkerung und einer kritischen Haltung gegenüber der Kolonialregierung sowie Romane aus Kristiania mit sehr guten Zeit- und Milieubeschreibungen aus der Unter- und Oberschicht.“

## Leben

### Kindheit und Studien
Fredrik Parelius war der uneheliche Sohn des Mineralwasserfabrikanten Annæus Benedictus Leth Parelius (1833–1890) mit dessen Dienstmädchen Julie Mathea Johannesdatter Skarpsno (1857–1941). Der Vater, ein Abkömmling der beiden alten norwegischen Familien Parelius und Lippe und Nachfahre von Kaufleuten und Pfarrern (wie Jacob von der Lippe Parelius), kümmerte sich nicht um seinen Sohn, der in seinen ersten vier Lebensjahren bei zehn verschiedenen Pflegeeltern aufwuchs.
Im Alter von vier Jahren wurde Fredrik Parelius schließlich von der Familie von Nils Olsen aufgenommen, die ihn gut behandelte und seine Schulbildung förderte. Neben der Schule arbeitete er auf einem Bauernhof in Rygge und als Verkäufer in einem Feinkostladen und mit 15 Jahren wurde er in der Oplandske Spritfabrik angestellt. 1894 legte er das middelskoleeksamen ab und 1898 das Examen artium (Abitur). 1901 absolvierte er die unterste Abteilung der Krigsskolen (Militärakademie) und wurde dadurch vernepliktig offiser (Wehrpflichtiger Offizier). Nachdem er schon als 16-Jähriger im Büro des Anwalts am Obersten Gerichtshof Albert Gjerdrum gearbeitet hatte, entschied er sich für das Jura-Studium und schloss es 1904 mit dem Diplom cand. jur. ab. Anschließend vertrat er Knut Hamsun vor Gericht. „Er finanzierte sein Studium selbst, indem er fleißig als Angestellter, Prokurist und Unternehmer arbeitete.“

### Jahre im Ausland
1906 machte Fredrik Parelius die Bekanntschaft von Gullbrand Øverli Schiøtz, der im Kongo-Freistaat, der Privatkolonie von König Leopold von Belgien, gearbeitet hatte. Parelius beschloss, es ihm gleichzutun, und bewarb sich als Offizier. Als die belgischen Stellen erfuhren, dass er auch ein examinierter Jurist war, wurde er für drei Jahre als Richter in Nouvelle Anvers (Makanza), Boma und Buta verpflichtet. Der Bezirk war groß und veranlasste Parelius zu vielen Reisen, um seine Aufgaben als Staatsanwalt, Gefängnisinspektor, Nachlassverwalter, Vormundschaftsrat usw. zu erfüllen.
„Er war dafür bekannt, dass er ein umfassendes Verständnis für die Lebensweise und die Werte der Menschen vor Ort hatte. Er urteilte nach dem gesunden Menschenverstand und nicht nach den Gesetzen und Regeln, die die belgischen Behörden befolgen mussten, die aber nicht an die örtlichen Gegebenheiten angepasst waren. Durch die Heirat mit einer Frau aus dem Volk der Azande wurde er mit der lokalen Kultur vertraut.“ Parelius wurde von den Einheimischen – in Abwandlung des französischen juge (Richter) – mit dem Spitznamen Judchi versehen. Oder sie nannten ihn Mazanga, was auf Lingala „sich zurückziehen“ bedeutet. „Das sagte Parelius, wenn er dachte, dass er für den Tag genug geredet hatte.“

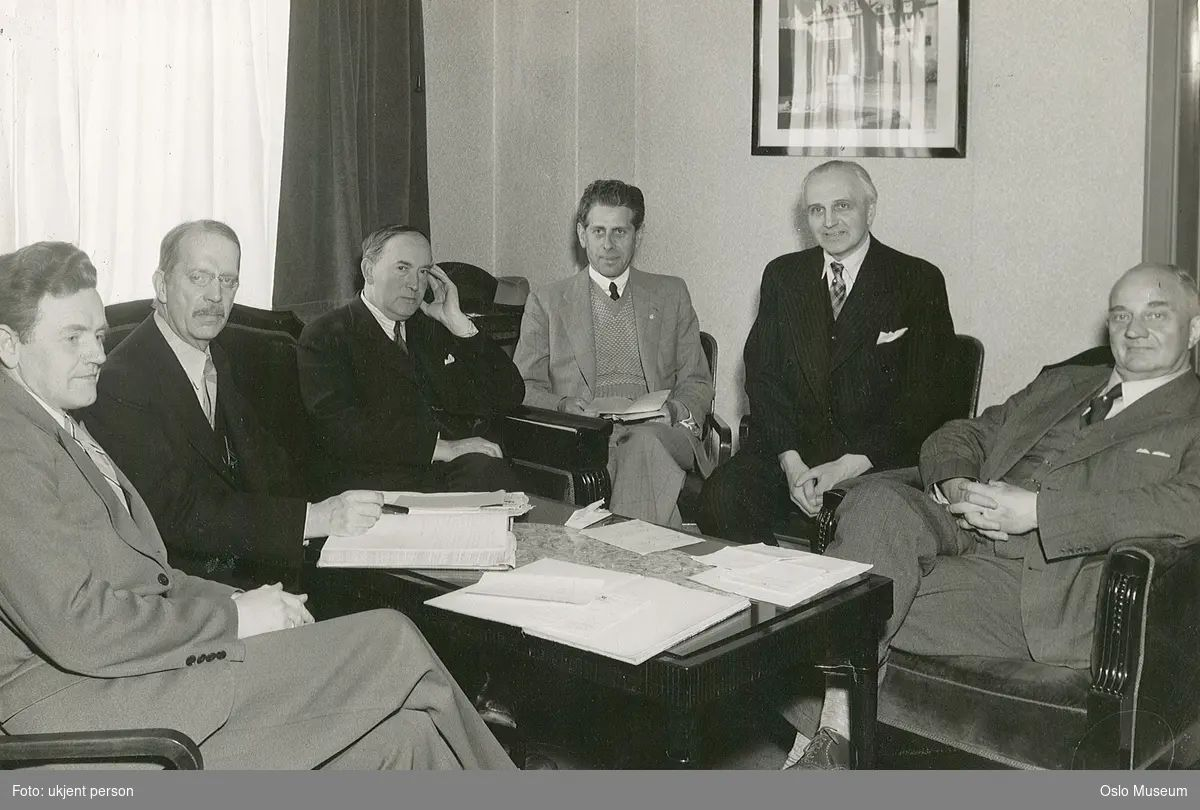
Links nach rechts: Arne N. Vigeland, Ole Jonsrud, Leif Halvorsen, Erling Hanson, Trygve Møsen, Fredrik Parelius. Um 1920.

Die drei Jahre im Kongo prägten Fredrik Parelius stark und die Hälfte seines literarischen Werkes ist seinen afrikanischen Erlebnissen verpflichtet. Auch in den Folgejahren war er unstetig: 1909–1911 hielt er sich in Nordamerika auf, vor allem in New York City, wo er das Manuskript für die erst 1919 erschienene Schwarze Legende verfasste. 1911–1912 leitete er für Fürst Albert von Monaco eine Plantage in Ostafrika. 1913–1914 arbeitete er in Pointe-Noire im französischen Kongo für eine norwegische Walfangstation. In den Folgejahren war er für Christian Thams in dessen Kopra-Plantage in Mosambik tätig, kehrte nach Europa zurück und lebte einige Zeit in Dänemark und in Frankreich.

### Bohemien und Künstlerfreund
In seiner Heimat wurde Fredrik Parelius 1915 als edsvoren translatør (Vereidigter Übersetzer) und 1916 als overrettssakfører (Senior-Rechtsanwalt mit dem Klagerecht vor allen Gerichten) zugelassen. Im Jahre 1921 heiratete er Signe Simonsen (* 25. Oktober 1878), die Tochter des Reeders Edvard Simonsen (1850–1910) und der Henriette Nilsen (1853–1916). Danach ließ er sich in Kristiana nieder und arbeitete als Rechtsanwalt, Schriftsteller und Kunstmanager. Er reiste aber weiterhin viel und hielt sich längere Zeit im Ausland auf, vor allem in Paris.
„Fredrik Parelius war ein glücklicher Bohemien. Er liebte Partys mit gutem Essen und Wein und schönen Frauen. Nachdem er sich in Kristiania niedergelassen hatte (in der Wohnung Inkognitogaten 15, die er später von seiner Mutter erbte), beteiligte er sich fleißig an der Kunstszene der Stadt. Er war Stammgast bei Blom und ein häufiger Besucher von Grand und der Annen Etage im Continental. Olaf Bull, Helge Krog und Gunnar Reiss-Andersen gehörten zu seinen engen Freunden.“
Parelius feierte nicht nur mit seinen Künstlerfreunden, er engagierte sich auch in der Organisationsarbeit. 1938 wurde er Vorsitzender der Künstlervereinigung Kunstnerforeningen. Nach der deutschen Besetzung Norwegens 1940 gründete er mit Vertretern aus elf Künstlerverbänden das Kunstnernes krise komite (K3), das während des Krieges notleidende Künstler auch finanziell unterstützte.

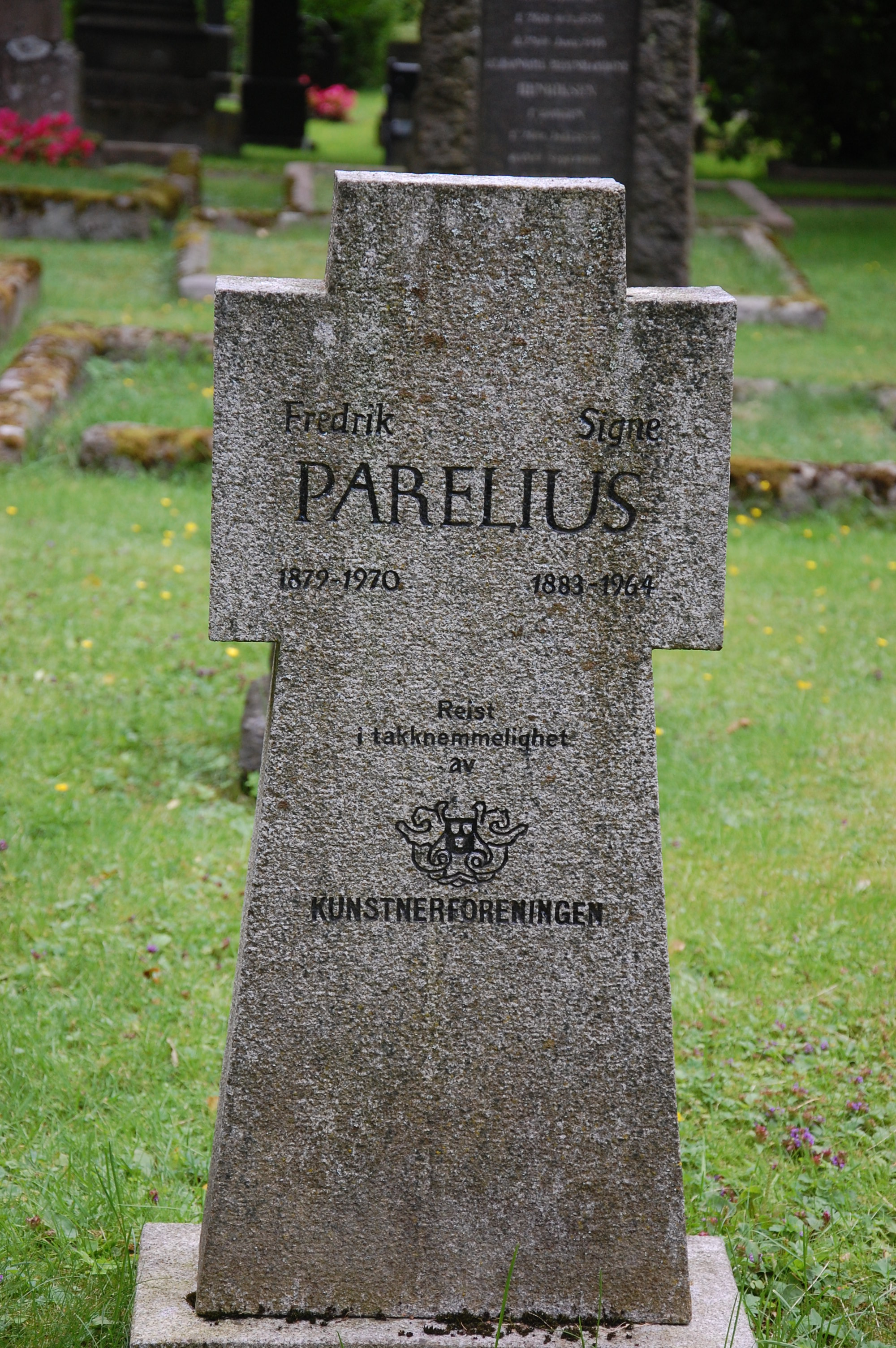
Grabstein von Fredrik Parelius im Vår Frelsers gravlund, Oslo

Bis an sein Lebensende war Fredrik Parelius mental und emotional mit dem kongolesischen Volk verbunden. Er war Mitglied der 1939 gegründeten Norske Kongoveteraners Forening (Vereinigung norwegischer Kongo-Veteranen) und Ritter des Ordre de l’Étoile africaine (Afrikanischer Sternenorden). Seine Sammlung von Artefakten aus dem Kongo ist Bestandteil der Ethnographischen Sammlung des Kulturhistorisk Museum der Universität Oslo und auf DigitaltMuseum veröffentlicht.
Fredrik Parelius ist auf dem Vår Frelsers Gravlund im Zentrum von Oslo begraben.

## Werk
Fredrik Parelius begann mit Veröffentlichungen von Kurzgeschichten in der Wochenpresse, wobei die erste, Livskall, in der Weihnachtsausgabe 1905 des Folkebladet erschien. Bereits die bis 1920 entstandenen Texte sind entweder von Afrika oder von seiner Heimatstadt Kristiania inspiriert. Die meisten von Parelius’ Schriften beruhen weitgehend auf seinen eigenen Erfahrungen.

### Kurzgeschichten aus Afrika
Der Erzähler der Kurzgeschichten in Min sorte legende (Meine schwarze Legende, 1919) ist ein weißer Mann im Kongo, ein Judchi, der mit einer einheimischen Frau eine Liebesbeziehung eingeht. Thematisiert werden die „Schwierigkeiten, die sich aus dem Zusammenprall der Kulturen und der Tatsache ergeben, dass die weiße Gesellschaft solche Beziehungen nicht akzeptiert.“ Parelius’ offene Darstellung auch der Geschlechtlichkeit war „zu jener Zeit ungewöhnlich“ und erregte wohl noch 1935, als ein Auszug in deutscher Übersetzung in der Prager Zeitung Sozialdemokrat erschien, die Leser. Es „ergreift uns hier der tragische Versuch eines guten Menschen, die brutale Schranke zwischen den Rassen wegzuräumen und die menschlichen Herzen einander näher schlagen zu lassen. Diese Erzählung gehört zum Schönsten, was jemals geschrieben wurde.“
Urskogens fredløse (Die Geächteten des Urwalds, 1921) beschreibt die Flucht der Bevölkerung eines kongolesischen Dorfes aus dem Volk der Azande vor dem ständigen Vordringen der weißen Kolonisatoren. Der „Roman klagt die weiße Zivilisation an, die das alles zerstört, ohne etwas Besseres an ihre Stelle zu setzen, und die auch nicht davor zurückschreckt, die vor ihr Flüchtenden bis in die entlegensten Schlupfwinkel zu verfolgen.“ Der Autor macht hier deutlich, dass er über fundierte ethnografische Kenntnisse verfügt. „Wir erfahren von dem Familienleben der ‚Schwarzen‘, von den kleinen menschlichen Komödien und Tragödien und kommen so zu einem Miterlebnis ihres grausigen Geschicks.“ Gunnar Larsen schrieb 1929 über Parelius’ zwei erste Bücher, dass sie „sowohl Farbe als auch Witz enthalten, einen rauen, krassen männlichen Ton, eine manchmal verblüffende Fähigkeit, Bilder zu schaffen, Humor und hier und da eine dichte, düstere Atmosphäre.“ (zitiert bei )

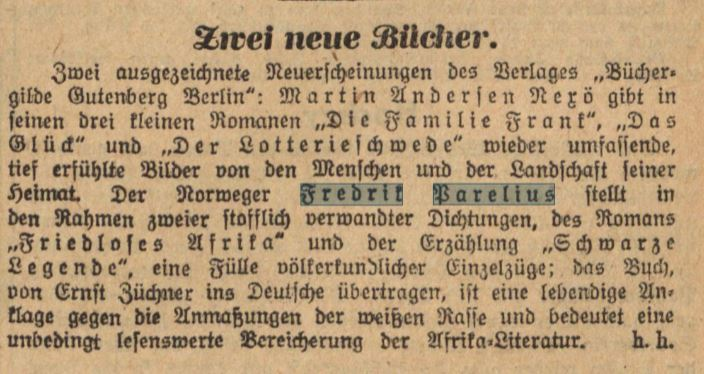
Zwei neue Bücher. Aus: Vorwärts, Berlin, 1. Dezember 1931, Seite 5

Ein Beispiel aus der Sammlung Trope (Tropen, 1929) illustriert den typischen Stil von Parelius’ afrikanischen Erzählungen: „Es ist einer jener Dezembertage, an denen die Sonne wie ein Höllenfeuer am Himmel steht und Hitzestrahlen tief in die Muskeln sticht, so dass sie sich wie gequälte Würmer winden. Der Flussadler hat keine Kraft mehr. Er sitzt mit halb ausgestreckten Flügeln in den Stromschnellen. Der Fluss plätschert über ihn hinweg, aber es gibt keine Abkühlung, und die Sonne sticht ihm mit senkrechten Strahlen in den Kopf.“ (Seite 7, zitiert bei ).
Gale faktorer (Verrückte Dinge, 1942) ist Parelius’ letztes afrikanisches Werk und „löste Begeisterung aus.“ Die Nachwelt fällte 2010 ein ungünstigeres Urteil: „Populäre norwegische Autoren wie Fredrik Parelius haben viel dazu beigetragen, Bilder vom Kongo und seiner vermeintlichen radikalen Andersartigkeit zu verbreiten. Ausgehend von seinen Erfahrungen […] beschreibt er […] das Leben von ‚Pygmäen‘ und anderen Afrikanern – und geht dabei in seiner Beschreibung ihrer angeblichen Wildheit, Unzivilisiertheit und Unberechenbarkeit bis zum Äußersten.“
Espen Wæhle widerspricht dieser – anthropologischen, nicht literarischen – Kritik vehement: „In Parelius’ Werk treten die Kongolesen als […] Individuen mit interessanten Reflexionen und Charakterisierungen über die vielen Aspekte des Lebens hervor, sie erscheinen als Menschen, die verschiedene Ansichten über ihre eigene Gesellschaft und den enormen Druck haben, den die koloniale Einkreisung mit sich brachte.“

### Kristiania-Romane
Frederik Parelius hat kein Tagebuch geschrieben, aber selbst seine Kristiania-Romane als eine Art Tagebuch bezeichnet. Die drei Romane Bastarden (Bastards, 1922), Kristian Winterfeldt (1923) und Fata Morgana (1932) behandeln das Thema eines Jungen, der – unehelich geboren – bei Pflegeeltern aufwächst, aber ahnt, dass sein leiblicher Vater wohlhabend und angesehen ist, und alles daransetzt, selbst in diese „gute Gesellschaft“ aufgenommen zu werden. Da er begabt und hartnäckig ist und sich erfolgreich um eine gute Ausbildung bemüht, gelingt ihm das auch. „Der Junge träumt sein Leben lang von seiner Jugendliebe, der ‚Märchenprinzessin‘ aus der Oberschicht, wird als Junge in das Sexualleben von Arbeitermädchen eingeweiht und hat als Erwachsener eine sexuelle Beziehung zu einer reifen, erfahrenen Dame aus dem Bürgertum und ist schließlich mit der Märchenprinzessin aus seiner Kindheit vereint.“

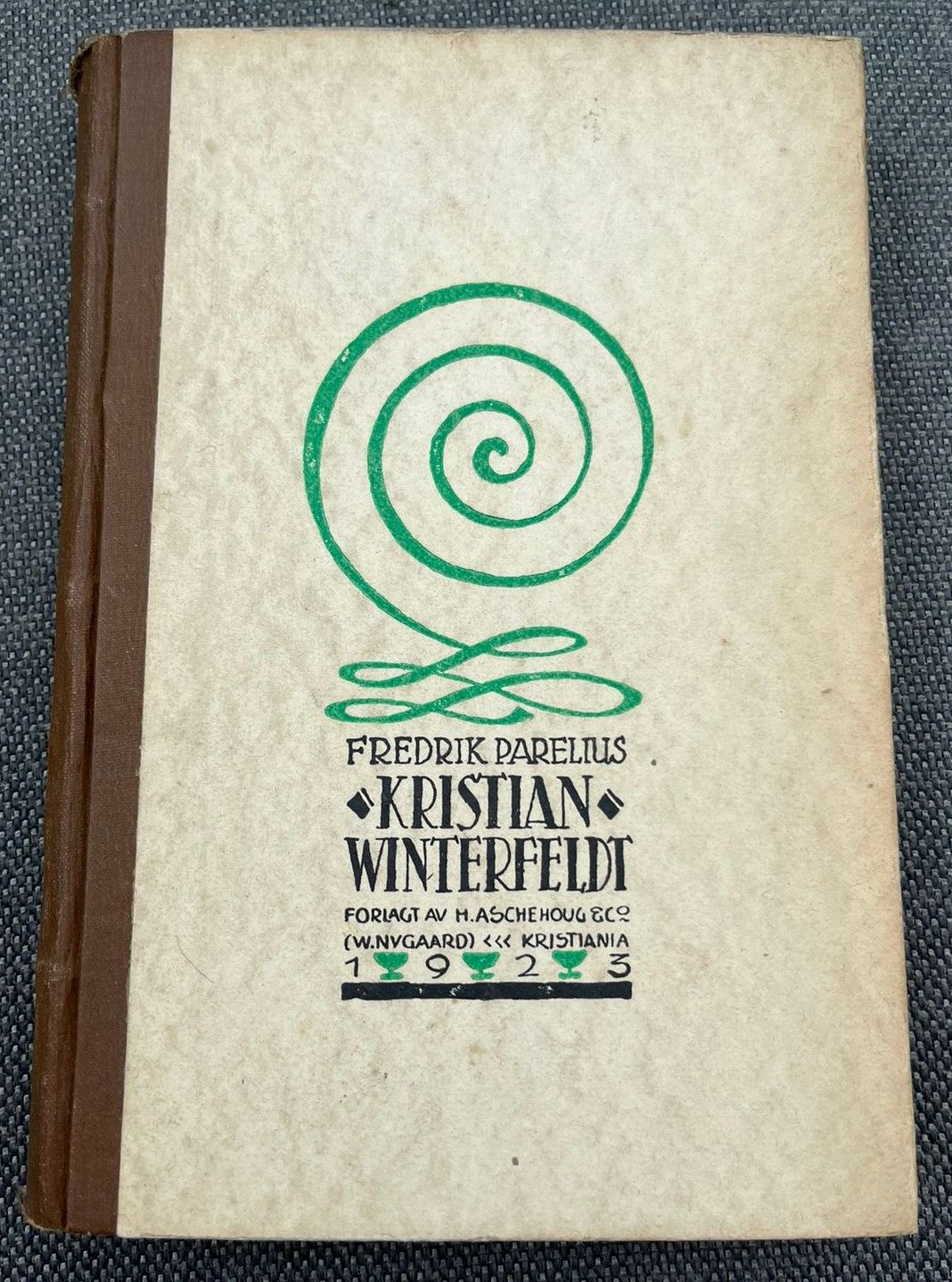
Fredrik Parelius: Kristian Winterfeldt. Aschehoug, Oslo 1923

Von den drei Romanen des Zyklus gilt den meisten Kritikern der um 1900 spielende Bastarden als der beste. Kristian Elster charakterisiert ihn als „kraftvolle und offenherzige Schilderung, die von einer tiefen und engen Verbundenheit zwischen Erzähler und Stoff geprägt ist.“ Helge Krog schreibt über den gesamten Zyklus: „Was Parelius’ Kristiania-Romane vor allem auszeichnet, ist ihre seltsame Mischung aus Realismus und Romantik. Eine kühne und düstere Realitätswahrnehmung steht neben einem vielschichtigen, immer lebendigen und immer gleichermaßen glaubwürdigen Jugendtraum.“ (zitiert bei ). Ein nüchterner Kritiker wie Sigurd Hoel findet die beiden Komponenten des „romantischen Naturalismus“ (so Elster) ungleich gut gelungen, zumindest in „Fata Morgana, ein Roman, der in Kristiania und Oslo spielt, typisch für seinen Autor. Stark, wenn der Autor sich an die naturalistische Darstellung der Realität hält, schwach, wenn er sich seinen romantischen Wunschträumen hingibt.“
Der 1928 erschienene Roman Drift (Drang), „der vielleicht beste Roman von Parelius“, beschreibt die Prostitution in Kristiania in den 1870er Jahren. Die Heldin, Gunvor, kommt vom Land nach Kristiania, wird von ihrem Arbeitgeber geschwängert, gibt ihr Kind weg und endet schließlich als Prostituierte. Das Milieu im damaligen Elends- und Rotlichtviertel Vika wird realistisch und sprachlich eindringlich geschildert. Philip Houm schreibt: „Das Leben wird nicht von außen geschildert, die Mädchen dort unten sind die Hauptfiguren des Romans, die Heldin ist ein Mädchen vom Lande, eine Art Albertinerin, aber eine Albertinerin, die sowohl in Bezug auf die Gesellschaft als auch in Bezug auf ihre eigene Menschenwürde eigentlich gut genug zurechtkommt.“ (zitiert bei ). (Albertine ist die Prostituierte im gleichnamigen, 1886 erschienenen Roman von Christian Krohg.)

### Übersetzungen ins Deutsche
1931 erschienen im Verlag der Büchergilde Gutenberg, übersetzt von Ernst Züchner, zwei Bände von Fredrik Parelius, die als repräsentativ für sein Gesamtwerk gelten können (und die noch 2024 antiquarisch wohlfeil erhältlich sind):
- Friedloses Afrika mit expressionistischen Holzschnitten von Walter Heisig enthält den Inhalt von Urskogens fredløse und Min sorte legende.
- Weib im Strom ist die Übersetzung von Drift.

### Bühnenwerk

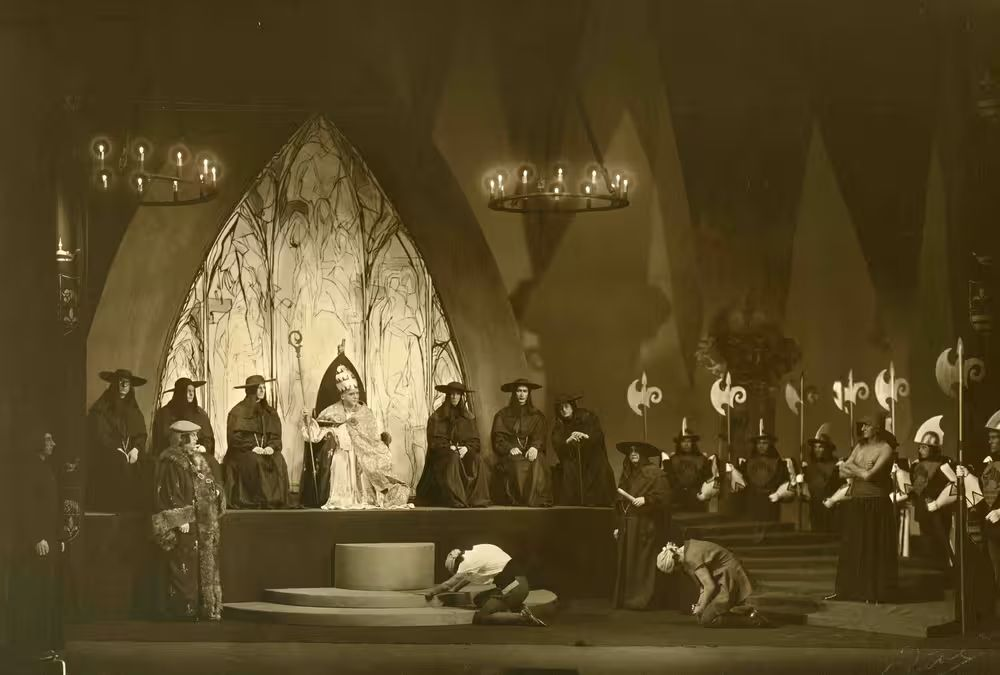
Theaterszene: Fredrik Parelius: Cesar Borgia; Det Nye Teater, 1931

Das 1925 entstandene historische Theaterstück Cesar Borgia – aufgeführt am 11. April 1931 im Det Nye Teater – blieb ein dramatischer Einzelfall in Parelius’ Œuvre.

## Werke von Fredrik Parelius
(Quellen: )
- Agny. Erichsen, Kristiania 1919.
- Min sorte legende. (Meine schwarze Legende.) Erichsen, Kristiania 1919.
- Urskogens fredløse. (Die Geächteten des Urwalds.) Aschehoug, Kristiania 1921.
  - Deutsche Übersetzung: Friedloses Afrika. (Übers. von Ernst Züchner, Holzschnitte von Walter Heisig. Enthält auch Meine schwarze Legende.) Büchergilde Gutenberg, Berlin 1931.
- Bastarden. (Bastards.) Aschehoug, Kristiania 1922.
- Kristian Winterfeldt. Aschehoug, Kristiania 1923.
- Cesar Borgia. Schauspiel. Aschehoug, Oslo 1925.
  - Uraufgeführt am 11. April 1931 im Det Nye Teater. Regie: Agnes Mowinckel. Titelrolle: Ingolf Schanche.[16]
- Drift. (Drang.) Aschehoug, Oslo 1928. Neuausgabe 1980.
  - Deutsche Übersetzung: Weib im Strom. (Übers. von Ernst Züchner). Büchergilde Gutenberg, Berlin 1931.
- Trope. (Tropen.) Aschehoug, Oslo 1929.
- Fata Morgana. Aschehoug, Oslo 1932.
- Gale faktorer. (Verrückte Dinge.) Aschehoug, Oslo 1942.
- K3. Kunstnernes krise komite. Oslo 1946.